# ورنس، سومه
ورنس، سومه (به فرانسوی: Varennes, Somme) یک کمون در فرانسه است که در Canton of Acheux-en-Amiénois واقع شده‌است.

## خصوصیات
ورنس ۷٫۲۴ کیلومترمربع مساحت و ۱۸۸ نفر جمعیت دارد و ۱۴۷ متر بالاتر از سطح دریا واقع شده‌است.